# Maguan (Kaliori)
Maguan is een bestuurslaag in het regentschap Rembang van de provincie Midden-Java, Indonesië. Maguan telt 2430 inwoners (volkstelling 2010).